# Baltic League 1993/94
Die Baltic League 1993/94 war die zweite Saison des Fußballwettbewerbs für baltische Vereinsmannschaften. Sieger wurde Titelverteidiger Žalgiris Vilnius aus Litauen, die sich im Finale mit 10:9 im Elfmeterschießen gegen Skonto Riga aus Lettland durchsetzen konnten.

## Modus
An der Baltic League nahmen drei Mannschaften der litauischen A Lyga, zwei Mannschaften der lettischen Virslīga sowie jeweils eine Mannschaft aus der estnischen Meistriliiga, der russischen 1. Liga und der belarussischen Wyschejschaja Liha teil. Das Turnier wurde in eine Gruppenphase und eine K.-o.-Phase unterteilt.
Die acht teilnehmenden Clubs wurden in zwei Gruppen gelost. In der Gruppenphase sollte jeder gegen jeden in Hin- und Rückspiel spielen, dazu kam es jedoch aufgrund von Rückzügen nicht immer.
Die beiden Sieger sowie die Zweitplatzierten dieser Gruppenphase zogen ins Halbfinale ein, welches wie auch das darauffolgende Finale in einem einzigen Spiel entschieden wurde.

## Teilnehmer
Aus Litauen nahmen die beiden besten Mannschaften der ersten Liga teil. Statt des Drittplatzierten FK Panerys Vilnius wurde zusätzlich der Viertplatzierte Sirijus Klaipėda für den Wettbewerb berücksichtigt. Des Weiteren spielten die beiden besten Mannschaften aus der ersten lettischen Liga, der Zweitplatzierte der estnischen Meisterschaft (Meister wurde FC Norma Tallinn), der Meister aus Belarus sowie der Viertplatzierte der zweiten russischen Liga mit.

## Gruppenphase

### Gruppe A
| Pl. | Verein                | Sp. | S | U | N | Tore    | Diff. | Punkte |
| --- | --------------------- | --- | - | - | - | ------- | ----- | ------ |
| 1.  | Žalgiris Vilnius      | 3   | 2 | 1 | 0 | 005:100 | +4    | 05:10  |
| 2.  | Ekranas Panevėžys     | 2   | 2 | 0 | 0 | 008:300 | +5    | 04:0   |
| 3.  | Olimpija Riga         | 4   | 0 | 1 | 3 | 004:110 | −7    | 01:70  |
| 4.  | Baltika Kaliningrad 1 | 1   | 0 | 0 | 1 | 000:200 | −2    | 0:20   |

| Olimpija Riga       | 0:2     | Žalgiris Vilnius    |
| Baltika Kaliningrad | 0:2     | Žalgiris Vilnius    |
| Žalgiris Vilnius    | 2 -:- 2 | Baltika Kaliningrad |
| Ekranas Panevėžys   | 3:1     | Olimpija Riga       |
| Olimpija Riga       | 2:5     | Ekranas Panevėžys   |
| Žalgiris-2 Vilnius  | 1:1     | Olimpija Riga       |
| Baltika Kaliningrad | 2 -:- 2 | Ekranas Panevėžys   |
| Ekranas Panevėžys   | 2 -:- 2 | Baltika Kaliningrad |
| Baltika Kaliningrad | 2 -:- 2 | Olimpija Riga       |
| Olimpija Riga       | 2 -:- 2 | Baltika Kaliningrad |
| Ekranas Panevėžys   | 2 -:- 2 | Žalgiris Vilnius    |
| Žalgiris Vilnius    | 2 -:- 2 | Ekranas Panevėžys   |

### Gruppe B
| Pl. | Verein             | Sp. | S | U | N | Tore    | Diff. | Punkte |
| --- | ------------------ | --- | - | - | - | ------- | ----- | ------ |
| 1.  | Skonto Riga        | 2   | 1 | 1 | 0 | 004:200 | +2    | 03:10  |
| 2.  | Sirijus Klaipėda   | 2   | 0 | 1 | 1 | 002:400 | −2    | 01:30  |
| 3.  | FC Flora Tallinn 3 | 2   | 1 | 1 | 0 | 002:100 | +1    | 03:10  |
| 4.  | Dinamo Minsk 3     | 2   | 0 | 1 | 1 | 001:200 | −1    | 01:30  |

| Flora Tallinn    | 1:0     | Dinamo Minsk     |
| Dinamo Minsk     | 4 -:- 4 | Flora Tallinn    |
| Skonto Riga      | 3:1     | Sirijus Klaipėda |
| Sirijus Klaipėda | 4 -:- 4 | Skonto Riga      |
| Dinamo Minsk     | 1:1     | Skonto Riga      |
| Skonto Riga      | 4 -:- 4 | Dinamo Minsk     |
| Flora Tallinn    | 1:1     | Sirijus Klaipėda |
| Sirijus Klaipėda | 4 -:- 4 | Flora Tallinn    |
| Dinamo Minsk     | 4 -:- 4 | Sirijus Klaipėda |
| Sirijus Klaipėda | 4 -:- 4 | Dinamo Minsk     |
| Flora Tallinn    | 4 -:- 4 | Skonto Riga      |
| Skonto Riga      | 4 -:- 4 | Flora Tallinn    |

## K.-o.-Runde

### Halbfinale
Die Halbfinalpartien wurden am 19. Juli 1994 ausgetragen.
|                    | Ergebnis        |                   |
| ------------------ | --------------- | ----------------- |
| Skonto Riga        | 2:0             | Ekranas Panevėžys |
| Žalgiris-2 Vilnius | 2:2 (5:4 i. E.) | Sirijus Klaipėda  |

### Finale
| Žalgiris Vilnius          | Žalgiris Vilnius | Skonto Riga                                         | Skonto Riga |
| ------------------------- | --- | --------------------------------------------------- | ----------- |
| Žalgiris Vilnius          | \| 21. Juli 1994 \| \| Ergebnis: 0:0, 10:9 i. E. \| | \| 21. Juli 1994 \| \| Ergebnis: 0:0, 10:9 i. E. \| | Skonto Riga |
| Žalgiris Vilnius          | Alvydas Koncevicius – Andrius Sriubas, Tomas Žvirgždauskas, Sergejus Novikovas, Valdas Urbonas – Gintaras Rimkus, Laimonas Bytautas (46. Igoris Steško), Arūnas Pukelevičius – Vytautas Karvelis, Arnas Balsevičius (50. Artūras Steško), Gražvydas Mikulėnas |                                                     | Skonto Riga |
| 21. Juli 1994             | |                                                     |             |
| Ergebnis: 0:0, 10:9 i. E. | |                                                     |             |